# Pseudotyrannochthonius hamiltonsmithi
Pseudotyrannochthonius hamiltonsmithi es una especie de arácnido del orden Pseudoscorpionida de la familia Chthoniidae.

## Distribución geográfica
Se encuentra en Australia.